# Karjat
Karjat es una ciudad censal situada en el distrito de Ahmednagar en el estado de Maharashtra (India). Su población es de 11659 habitantes (2011). 

## Demografía
Según el censo de 2011 la población de Karjat era de 11659 habitantes, de los cuales 6048 eran hombres y 5611 eran mujeres. Karjat tiene una tasa media de alfabetización del 86,14%, superiora la media estatal del 82,34%: la alfabetización masculina es del 90,34%, y la alfabetización femenina del 81,72%.